# Bejuma
Bejuma ist eine Stadt im Westen des Bundesstaates Carabobo im Norden Venezuelas, nicht weit entfernt von der Küste der Karibik. 
Sie ist der Hauptsitz des gleichnamigen Bezirks (Municipio).
Bejuma wird wegen der vielen grünen Gebiete „Garten Carabobos“ genannt und hat etwa 27.380 Einwohner (OCEI). Die Landwirtschaft spielt die wichtigste Rolle für die Wirtschaft der Stadt.
1843 gründen die Besitzer des Landgutes "Fundo Bejuma" das Dorf Bejuma.

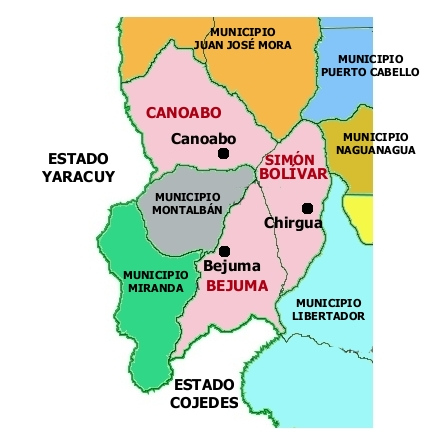
Bejuma

## Geografie
Bejuma liegt auf 667 M. über dem Meeresspiegel in der Küstenkordillere.
Die Durchschnittstemperatur beträgt 24 Grad Celsius.

## Kultur
Im Casa de la Cultura (das Kulturhaus) befinden sich das Atheneum, die Stadtbibliothek Manuel Pimentel Coronel und das Stadtmuseum. Das Stadtmuseum ("Museo Pueblos del Occidente de Carabobo" oder "Museum der Völker Westcarabobos") zeigt u. a. Gegenstände der Völker dieser Region, von archäologischen Funden der Ureinwohner zu Objekten aus Kolonialzeit und später.
Die Stadt hat ein Theater, das "Teatro Palermo", sowie ein Sozialzentrum, das "Centro Social Bejuma".

## Töchter und Söhne der Gemeinde
- César Marcano (* 1987), venezolanischer Bahnradsportler